# Hemerodromia xiphias
Hemerodromia xiphias är en tvåvingeart som beskrevs av Mario Bezzi 1914. Hemerodromia xiphias ingår i släktet Hemerodromia och familjen dansflugor.
Artens utbredningsområde är Taiwan. Inga underarter finns listade i Catalogue of Life.